# Panderia pilosa
Panderia pilosa là loài thực vật có hoa thuộc họ Dền. Loài này được Fisch. & C.A. Mey. mô tả khoa học đầu tiên năm 1835.